# URL-kódolás
Az elérési útvonalakban (URL) csak ékezet nélküli latin betűk, arab számok és a következő speciális karakterek szerepelhetnek: – _ . ~.
Néhány további karakternek sajátos jelentése van az URL-ekben. Ezek a fenntartott karakterek a következők: ! * ' ( ) ; : @ & = + $ , / ? % # [ ].
Ha a fenntartott karakterek egyike kijelölt céljától eltérő szerepben lenne jelen egy adott URL-ben, helyére egy százalékjel (%) és a karakter ASCII kódja kerül hexadecimális formátumban. A nem ASCII karakterek jellemzően UTF-8 bájtsorrendre módosulnak, majd annak bájtjai egyenként kerülnek százalékos kódolásra.
Hasonlóképpen kódolandóak azok a karakterek is, melyek nem szerepelnek az eddig felsoroltak között.

## URL-ben nem megengedett karakterek kódolása
| Karakter | Escape kód |
| -------- | ---------- |
| !        | %21        |
| #        | %23        |
| $        | %24        |
| %        | %25        |
| &        | %26        |
| '        | %27        |
| (        | %28        |
| )        | %29        |
| *        | %2A        |
| +        | %2B        |

| Karakter | Escape kód |
| -------- | ---------- |
| ,        | %2C        |
| /        | %2F        |
| :        | %3A        |
| ;        | %3B        |
| =        | %3D        |
| ?        | %3F        |
| @        | %40        |
| [        | %5B        |
| ]        | %5D        |

## Néhány gyakori karakter kódolása
| Karakter | Escape kód               |
| -------- | ------------------------ |
| Sortörés | %0A vagy %0D vagy %0D%0A |
| Szóköz   | %20                      |
| "        | %22                      |
| %        | %25                      |
| -        | %2D                      |
| .        | %2E                      |
| <        | %3C                      |
| >        | %3E                      |
| \        | %5C                      |

| Karakter | Escape kód |
| -------- | ---------- |
| ^        | %5E        |
| _        | %5F        |
| `        | %60        |
| {        | %7B        |
| \|       | %7C        |
| }        | %7D        |
| ~        | %7E        |
| £        | %C2%A3     |
| €        | %E2%82%AC  |

## Példa
Jelen szócikk URL-je is kiváló példa: https://hu.wikipedia.org/wiki/URL-k%C3%B3dol%C3%A1s